# Hafen Saarlouis/Dillingen
Der Hafen Saarlouis/Dillingen (auch Saarhafen Saarlouis/Dillingen genannt) ist ein Hafen im Saarland.

## Lage
Der Hafen befindet sich bei Saar-Kilometer 58,8 auf der rechten Seite der Saar auf den Gemarkungen der Städte Saarlouis und Dillingen/Saar. Über die in unmittelbarer Nähe verlaufende Bundesautobahn 8 ist er an das internationale Fernstraßennetz angeschlossen.

## Betreiber
Betreiber des Hafens ist die landeseigene Flug-Hafen-Saarland GmbH, welche neben dem Betrieb des Hafens auch den des Flughafens Saarbrücken verantwortet.

## Infrastruktur

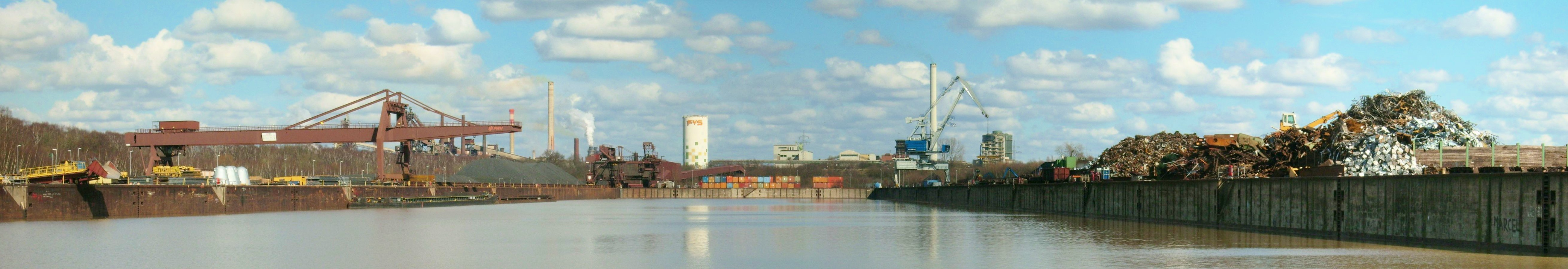
Panorama des Hafens

Der Hafen verfügt über ein Hafenbecken mit 1050 Metern Kailänge. Im Hafen sind diverse Kräne und andere Umschlageinrichtungen vorhanden. Zudem besteht ein Gleisanschluss.

## Umschlagszahlen
2018 wurden im Hafen rund 3,2 Mio. Tonnen umgeschlagen, 2019 rund 2,7 Mio. Tonnen, 2020 etwa 3,1 Mio. Tonnen. Mit 2,71 Mio. Tonnen im Jahr 2023 belegt der Hafen Platz 16 der größten deutschen Binnenhäfen nach Umschlag.

## Betriebe im Hafen

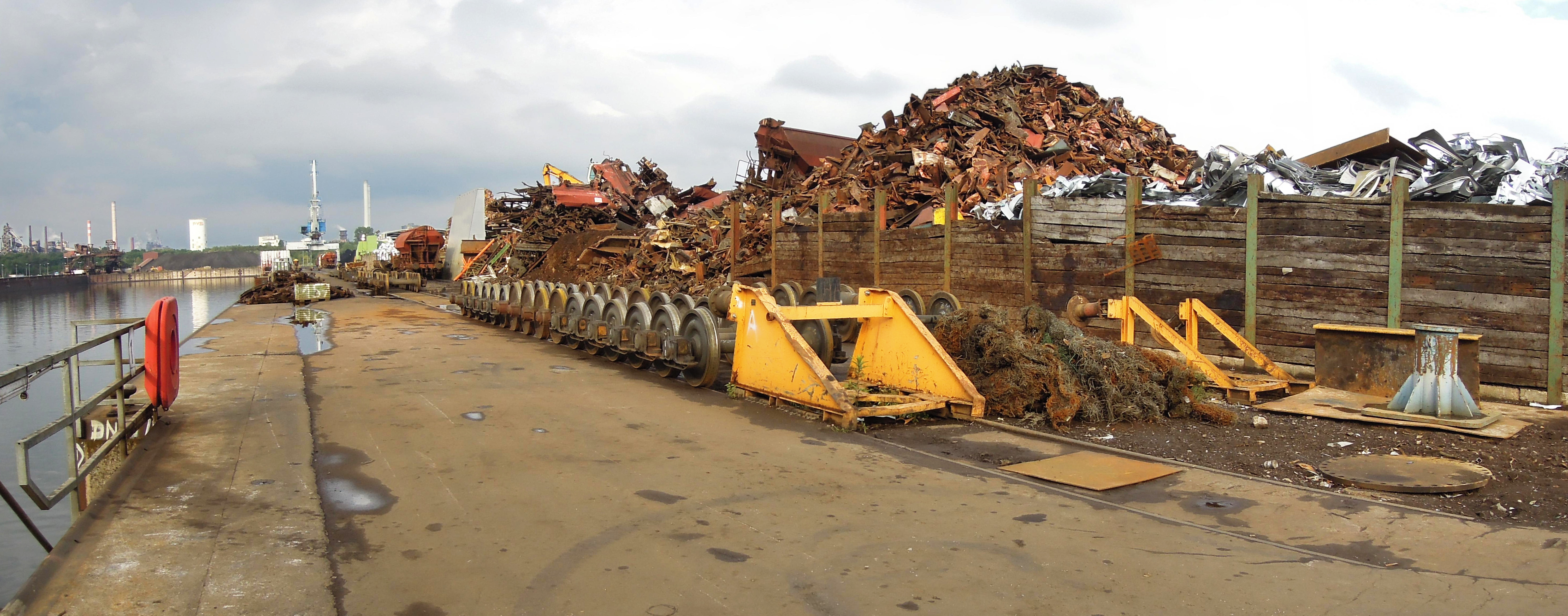
Schrottlager der Steil Holding GmbH

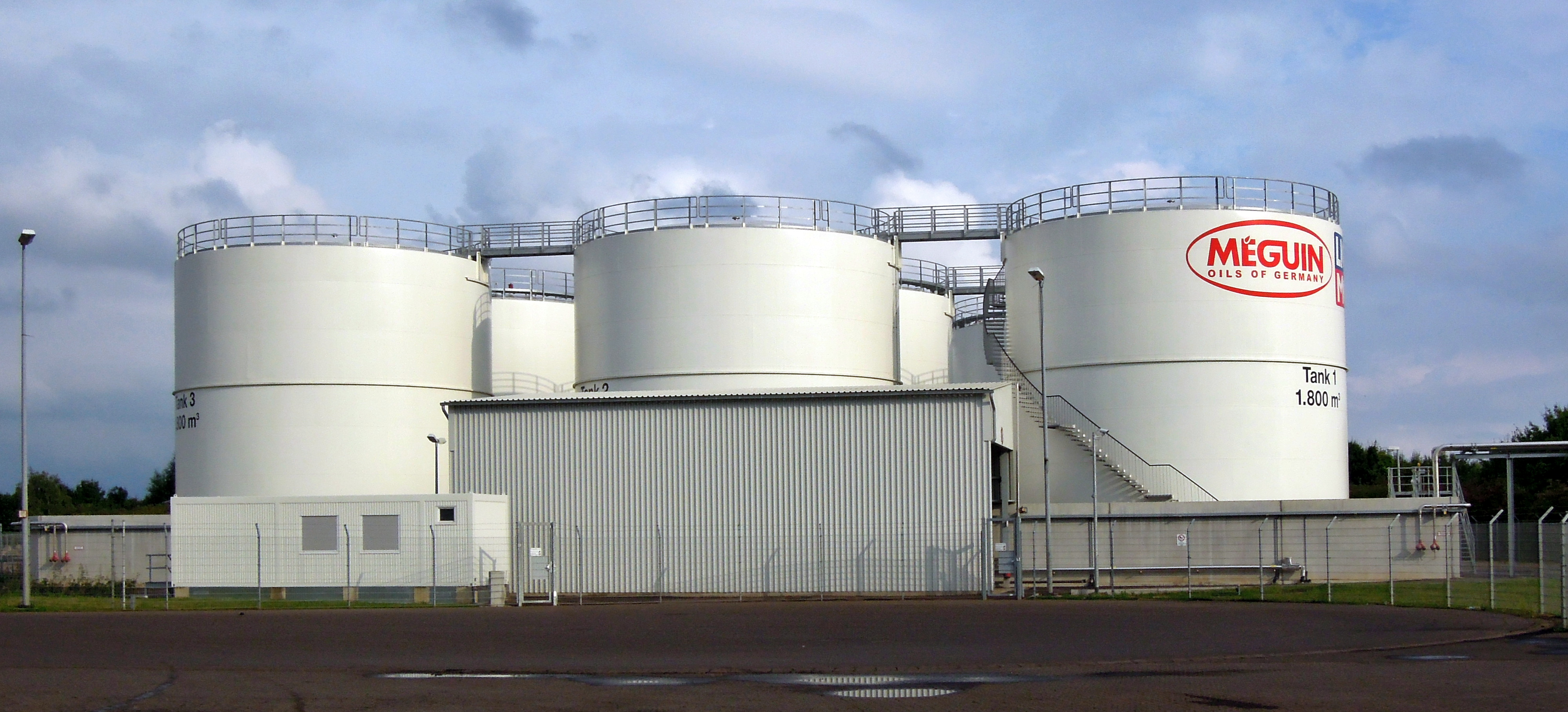
Tanklager der Meguin GmbH & Co. KG Mineraloelwerke

Der Hafen dient primär dem Umschlag von per Schiff aus den Seehäfen angelieferten Rohstoffen für die Dillinger Hütte (Eisenerz und Kohle). Diese Materialien werden nach der Entladung der Schiffe mittels Förderbändern in die unmittelbar nordwestlich des Hafens gelegene Hütte transportiert. Auch der Abtransport von Produkten der Hütte erfolgt teilweise über den Hafen.
Weitere Betriebe im Hafen sind das Schrottrecyclingunternehmen Theo Steil GmbH sowie der Schmierstoffhersteller Meguin GmbH & Co. KG Mineraloelwerke, welcher im Hafen ein großes Tanklager unterhält.